# 말라 히즐리
말라 히즐리(Marla Heasley, 1959년 9월 4일 ~ )는 미국의 배우이다.
할리우드에서 태어났다.

## 출연 작품

### 영화
- 아모레! (1993, Amore!)

### 텔레비전
- A 특공대 (1983-84)